# Benerville-sur-Mer
Benerville-sur-Mer is een gemeente in het Franse departement Calvados (regio Normandië) en telt 414 inwoners (2019). De plaats maakt deel uit van het arrondissement Lisieux.
Het is een landelijke gemeente.

## Geografie
De oppervlakte van Benerville-sur-Mer bedraagt 3,0 km², de bevolkingsdichtheid is 168,3 inwoners per km².

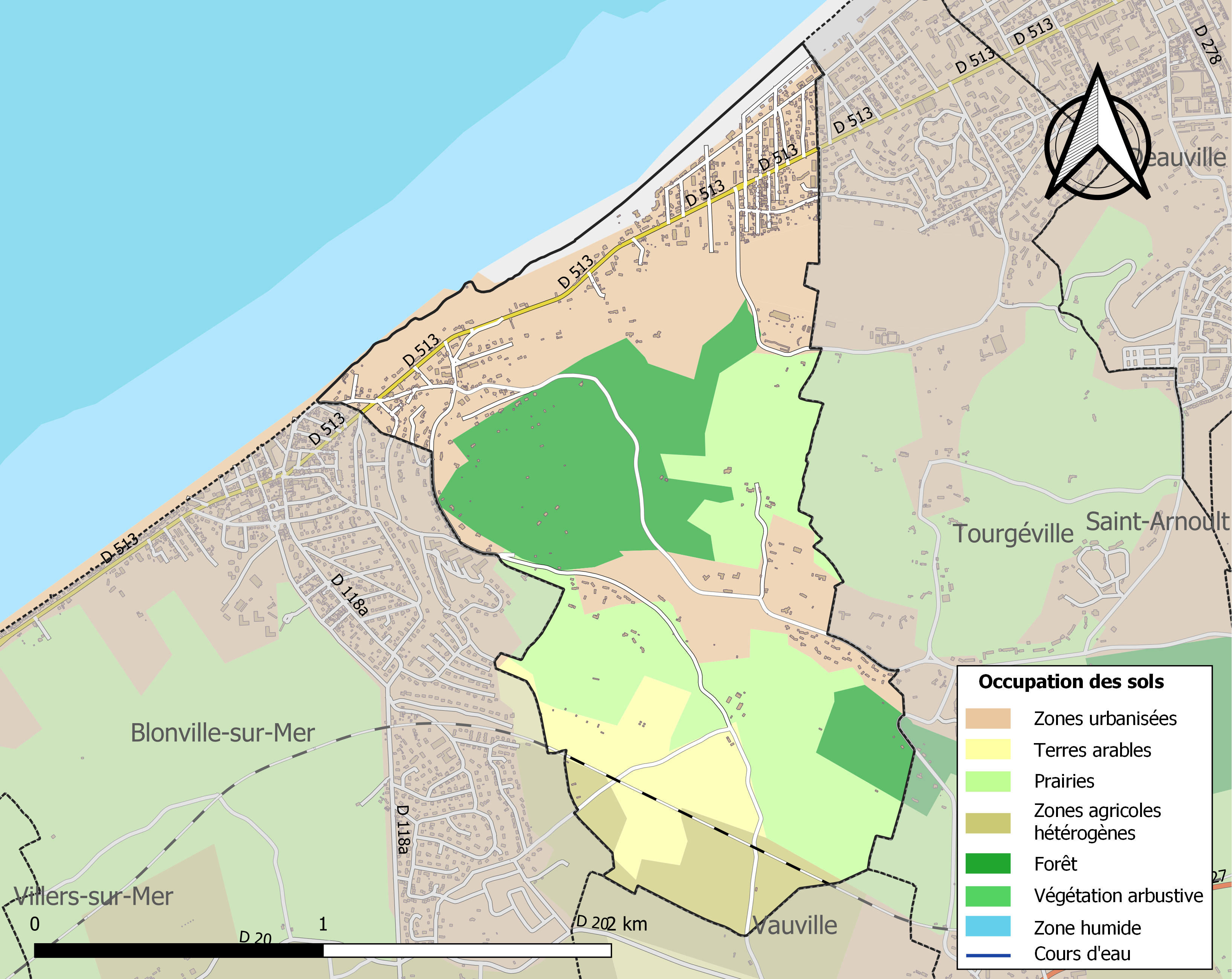
Kaart van de gemeente met de belangrijkste infrastructuur, bodemgebruik en omliggende gemeenten

## Verkeer
De spoorweghalte Blonville-sur-Mer-Benerville ligt op het grondgebied van de aanpalende gemeente Blonville-sur-Mer.

## Demografie
Onderstaande figuur toont het verloop van het inwonertal (bron: INSEE-tellingen).

Vanwege een beveiligingsprobleem met de MediaWiki Graph-software is het momenteel niet mogelijk deze grafiek weer te geven. Zodra de software is bijgewerkt zal de grafiek vanzelf weer zichtbaar worden.

## Film scenes
Strand in  “Les week-ends d’un couple pervers” van Bénerville-sur-mer.